# PANDORA (go!go!vanillasのアルバム)
『PANDORA』（パンドラ）は、日本のロックバンド・go!go!vanillasが2021年3月24日にGetting Betterから発売した、メジャーでは5枚目、通算で6枚目のフルアルバムである。

## 概要
前作から1年10ヶ月ぶりとなるフルアルバム。
完全限定生産盤と通常盤の2形態でリリースされた。
完全限定生産盤は「特装“PANDORA”パック」と題された銀色の封筒型のパッケージとなっており、CDの他に、メンバー撮り下ろしコンセプトフォト、楽曲のセルフライナーノーツ、歌詞が掲載されたブックレット、特典DVDが封入されている。
完全限定生産盤付属のDVDには、今作のために撮り下ろされたアコースティック編成のライブ映像「Acoustic "pl/rayer" Live -2021 Winter-」を収録。全8曲のライブ映像とメンバー4人によるオーディオコメンタリーが収録されている。
ジャケットデザインは「鏡 e.p.」、「ロールプレイ」に引き続き井上絢名が担当した。
新型コロナウイルス感染拡大が続き、ライブ等がほぼできない状況下で製作された。この事について牧は、「夏フェスに出て、ツアーを回って、冬フェスに出るというルーティンの中で曲を作ると外的影響を受けてしまうが、それが無くなったことで本当に自分が作りたいものを作ることができた」と発言している。
今作に収録されている楽曲は、〈愛〉がテーマとなっている。これは、コロナ禍前後の社会には〈愛〉が足りていないということを牧が感じていたためである。
このアルバムを一文字で表現するなら、という問いに牧は「密」、プリティは「鏡」、柳沢は「目」、ジェットセイヤは「赤」と答えている。

## 収録内容

### CD
| #         | タイトル                         | 作詞・作曲 | 編曲                                           | 時間  |
| --------- | -------------------------------- | ---------- | ---------------------------------------------- | ----- |
| 1.        | 「アダムとイヴ」                 | 牧達弥     | go!go!vanillas The Anticipation Illicit Tsuboi | 04:43 |
| 2.        | 「鏡」                           | 牧達弥     | go!go!vanillas                                 | 03:49 |
| 3.        | 「ロールプレイ」                 | 牧達弥     | go!go!vanillas                                 | 04:44 |
| 4.        | 「お子さまプレート」             | 牧達弥     | go!go!vanillas                                 | 02:55 |
| 5.        | 「クライベイビー」               | 柳沢進太郎 | go!go!vanillas                                 | 03:44 |
| 6.        | 「アメイジングレース」           | 牧達弥     | go!go!vanillas                                 | 04:09 |
| 7.        | 「one shot kill」                | 牧達弥     | go!go!vanillas                                 | 03:46 |
| 8.        | 「ca$h from chao$」              | 牧達弥     | go!go!vanillas                                 | 03:55 |
| 9.        | 「ひどく雨の続く午後の寝室より」 | 牧達弥     | go!go!vanillas                                 | 00:40 |
| 10.       | 「手紙」                         | 牧達弥     | go!go!vanillas                                 | 03:34 |
| 11.       | 「馬の骨」                       | 牧達弥     | go!go!vanillas                                 | 02:21 |
| 12.       | 「伺いとキス」                   | 柳沢進太郎 | go!go!vanillas                                 | 03:11 |
| 13.       | 「倫敦」                         | 牧達弥     | go!go!vanillas The Anticipation Illicit Tsuboi | 03:41 |
| 14.       | 「パンドラ」                     | 牧達弥     | go!go!vanillas                                 | 03:08 |
| 合計時間: | 合計時間:                        | 合計時間:  | 合計時間:                                      | 48:23 |

### 完全限定生産盤付属DVD
| #  | タイトル                 | 作詞 | 作曲・編曲 | 時間  |
| -- | ------------------------ | ---- | ---------- | ----- |
| 1. | 「アメイジングレース」   |      |            | 04:49 |
| 2. | 「鏡」                   |      |            | 04:46 |
| 3. | 「誰かの願いが叶うころ」 |      |            | 05:13 |
| 4. | 「エマ」                 |      |            | 04:21 |
| 5. | 「セルバ」               |      |            | 04:00 |
| 6. | 「セレモニー」           |      |            | 05:06 |
| 7. | 「イノセンス」           |      |            | 04:22 |
| 8. | 「ロールプレイ」         |      |            | 05:11 |

## 楽曲解説
1. アダムとイヴ
  - 今作のリード曲。
  - 付属ブックレットによると、英題は「Adam & Eve」。
  - 2021年4月11日放送のフジテレビ系Love musicにてTVパフォーマンスされた[12]。
2. 鏡
  - 1st EPの表題曲。
  - 付属ブックレットによると、英題は「The Mirror」。
3. ロールプレイ
  - 今作の先行シングル[13]。
  - 付属ブックレットによると、英題は「Roleplay」。
4. お子さまプレート
  - 今作の先行シングル[14]。
  - 付属ブックレットによると、英題は「Child Plate」。
5. クライベイビー
  - 柳沢が作詞・作曲を担当。
  - 柳沢と牧のツインボーカル曲。
  - 付属ブックレットによると、英題は「Cry Baby」。
6. アメイジングレース
  - 7thシングルの表題曲。
  - 付属ブックレットによると、英題は「Amazingrace」。
  - 今作で唯一、新型コロナウイルスの流行以前に作られた楽曲[15]。
7. one shot kill
8. ca$h from chao$
  - 読みは「キャッシュ フロム カオス」
  - 牧がNaokimanshowの動画にインスパイアを受けて製作した曲[16]。
9. ひどく雨の続く午後の寝室より
  - 付属ブックレットによると、英題は「From the Bedroom on a Rainy Afternoon」。
  - 完全限定生産盤付属のブックレットには、歌詞がほとんど隠された状態で掲載されている。
10. 手紙
  - 付属ブックレットによると、英題は「The Letter」。
11. 馬の骨
  - 付属ブックレットによると、英題は「God Knows」。
12. 伺いとキス
  - 柳沢作詞・作曲・ボーカル曲。
  - 付属ブックレットによると、英題は「Ask and Kiss」。
13. 倫敦
  - 読みは「ロンドン」。
  - 付属ブックレットによると、英題は「London」。
14. パンドラ
  - 付属ブックレットによると、英題は「Pandora」。
  - この曲のみセルフライナーノーツが存在しない。
  - 仮タイトルは「人」[15]。
  - 冒頭の歌詞にもある「無償の愛」について歌った曲。牧は「無償の愛っていうことを、すごく考える時期だったんです。キリストの言う隣人愛みたいなものは、俺、無茶だと思ってて。知らない人とか憎んでる相手を愛せるかは、俺はわからない。でも、母親だったり、愛する人でもいいんですけど、自分のために何かをしてくれる人がいるわけじゃないですか。その人のために何かをやるっていうだけで、それは無償の愛なんじゃないかって行き着いたんです。それを、「パンドラ」っていう曲には詰めこみたかったし、僕のなかで『PANDORA』っていうアルバムの答えなんです。」と発言している[8]。
  - アルバムツアーでは本編の最後に演奏された[17]。

## 収録映像解説

### 完全限定生産盤付属DVD
「Acoustic “pl/rayer”Live-2021 Winter-」
1. アメイジングレース
2. 鏡
3. 誰かの願いが叶うころ
  - 宇多田ヒカルの楽曲のカバー。
4. エマ
5. セルバ
6. セレモニー
7. イノセンス
8. ロールプレイ

## 参加ミュージシャン
go!go!vanillas
- 牧達弥（ボーカル・ギター）
- 柳沢進太郎（ギター・ボーカル）
- 長谷川プリティ敬祐（ベース）
- ジェットセイヤ（ドラムス）

Additional Musicians
- 井上惇志(showmore)（ピアノ）[Track1]
- 別所和洋（ピアノ）[Track2]

## タイアップ
| 使用年 | 曲名               | タイアップ                                      |
| ------ | ------------------ | ----------------------------------------------- |
| 2020年 | アメイジングレース | TBS系『CDTVサタデー』5月度オープニングテーマ    |
| 2020年 | アメイジングレース | テレビ愛知『a-NN♪』5月度エンディングテーマ      |
| 2020年 | 鏡                 | TBS系『王様のブランチ』11月度エンディングテーマ |
| 2020年 | お子さまプレート   | 住宅情報館「お宅研編・発表編」CMソング          |
| 2021年 | パンドラ           | 「中部7県 Honda Cars」CMソング                  |

## ライブツアー
このアルバムを引っ提げてライブツアー『PANDORA TOUR 2021 ～CHAOS & HEARTS～ 目は口ほどに物を言う編』『PANDORA TOUR 2021 ～CHAOS & HEARTS～ 口は災いの元編』『PANDORA TOUR 2021 ～Mr.&Mrs. HOPE～』が行われた。

## リミックス
今作の収録曲から、「アダムとイヴ」「馬の骨」「ca$h from chao$」の3曲のリミックス音源が配信された。当初は3ヶ月連続で配信される予定だったが、第2弾、第3弾の配信リリースは数ヶ月延期されていた。
| #  | タイトル                        | 作詞 | 作曲・編曲 | 時間  |
| -- | ------------------------------- | ---- | ---------- | ----- |
| 1. | 「アダムとイヴ(mabanua Remix)」 |      |            | 04:33 |

| #  | タイトル                | 作詞 | 作曲・編曲 | 時間  |
| -- | ----------------------- | ---- | ---------- | ----- |
| 1. | 「馬の骨(dhrma Remix)」 |      |            | 03:28 |

| #  | タイトル                                                   | 作詞 | 作曲・編曲 | 時間  |
| -- | ---------------------------------------------------------- | ---- | ---------- | ----- |
| 1. | 「ca$h from chao$(The Anticipation Illicit Tsuboi Remix)」 |      |            | 04:33 |

## ライブ映像作品
シングル曲については各作品の項目を参照
アダムとイヴ
- 青いの。（完全限定生産盤）

クライベイビー
- 青いの。（完全限定生産盤）
- LIVE FILM -My Favorite Things-
- LIVE FILM「東京 Lab. ストーリー」2024.11.10 両国国技館
- SCARY MONSTERS EP

one shot kill
- 青いの。（完全限定生産盤）
- LIVE FILM -My Favorite Things-
- SCARY MONSTERS EP

ca$h from chao$
- 青いの。（完全限定生産盤）

手紙
- SCARY MONSTERS EP

馬の骨
- SCARY MONSTERS EP

倫敦
- 青いの。（完全限定生産盤）
- LIVE FILM -My Favorite Things-